# Hyposoter fugitivus
Hyposoter fugitivus là một loài tò vò trong họ Ichneumonidae.